# Fort McKenzie
Fort McKenzie var ett handelsfaktori vid Missourifloden 1832-1844, i det nuvarande Chouteau County, Montana.

## Anläggning

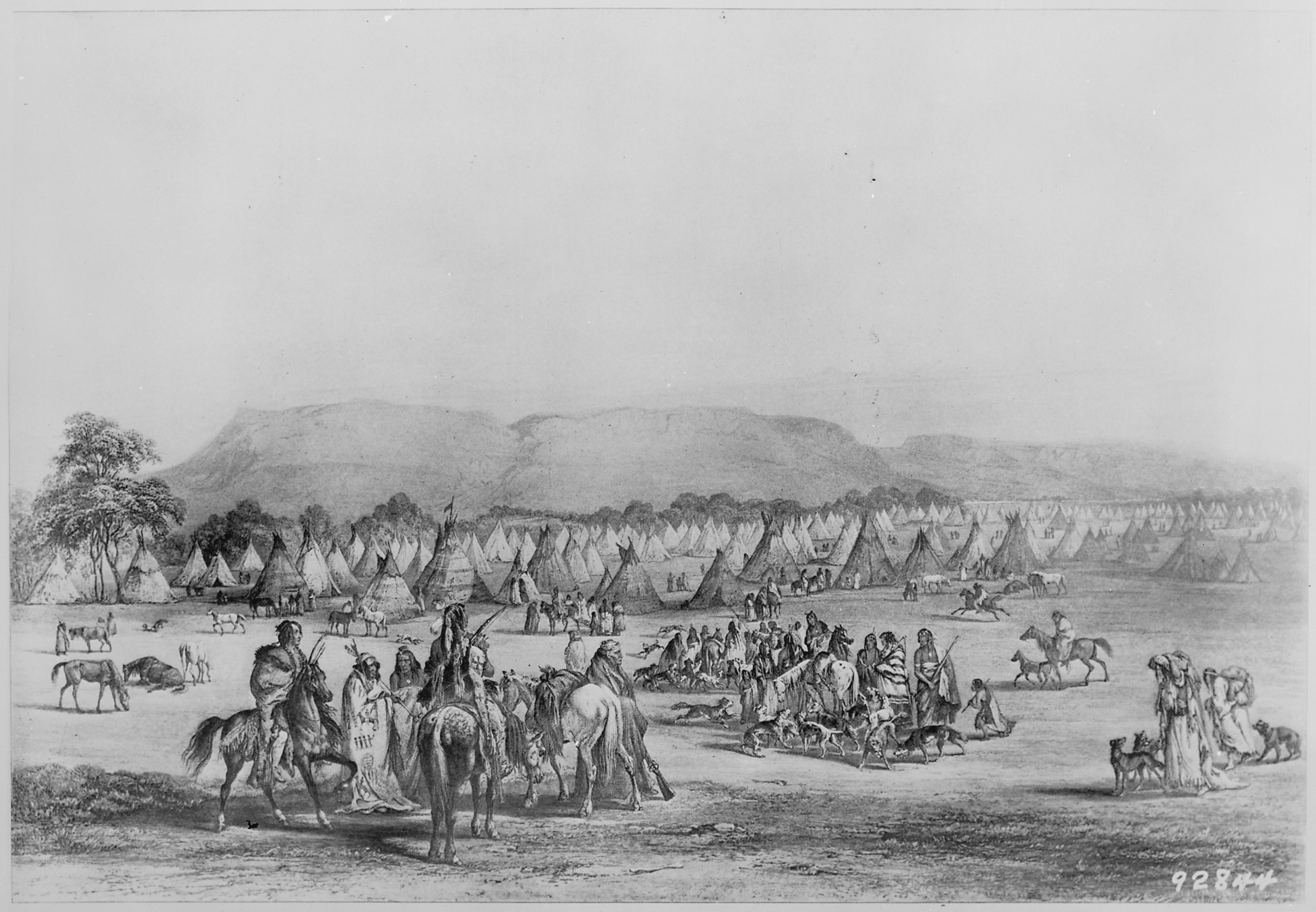
Stort pieganläger nära Fort McKenzie 1833.

Fortet byggdes 1832 på uppdrag av Kenneth McKenzie för American Fur Companys räkning.
 Byggnadsfasen genomfördes med hast och under stor fruktan, eftersom arbetsplatsen omgavs av tusentals misstänksamma svartfotsindianer. Dessa var dock angelägna om att få tillgång till handelsvaror och inga fientliga handlingar ägde rum. Faktoriet byggdes ungefär 120 steg från flodstranden, i form av en pallisadomgiven fyrkant med ungefär 45 stegs sida. I två av hörnen fanns kanonbestyckade blockhus. Bostadshusen hade en våning, de flesta med stampat jordgolv. I varje hus fanns det endast ett litet fönster, täckt med pergament istället för glas. Taken var platta och av torv och vid alarm stod man på dem och siktade över pallisaden med sina gevär.

## Verksamhet
Handeln försiggick i en handelsbod belägen mellan en yttre och en inre port till faktoriet. När indianerna släpptes in i boden var den inre porten stängd och beväpnade vakter fanns tillgängliga. Svartfotsindianerna var glada över att ha fått en handelsstation i sin närhet och resultat av pälshandeln under vintern 1832-33 var mycket gott. Sommaren 1834 besöktes fortet av Karl Bodmer och Maximilian zu Wied-Neuwied. Häststölder var ett ständigt hot, men problemet kunde åtminstone delvis lösas genom att djuren fick beta på en ö i floden och tas in i fortet på nätterna.

## Nedläggning
Konkurrerande pälshandlare mördade 1844 ett antal svartfotsindianer. Den allmänna osäkerheten i området som följde ledde till att fortet övergavs. Sedan det lämnats brändes det ned.